# Tavola delle offerte
La Tavola delle offerte ,
| Aa1 | M12 | G1 | G43 | X1 | R3 |

 ḫ3wt, 
era una tavola di pietra posta esternamente alla mastaba davanti alla stele dove i sacerdoti officiavano i riti e deponevano i cibi destinati a nutrire il defunto nell'Aldilà.

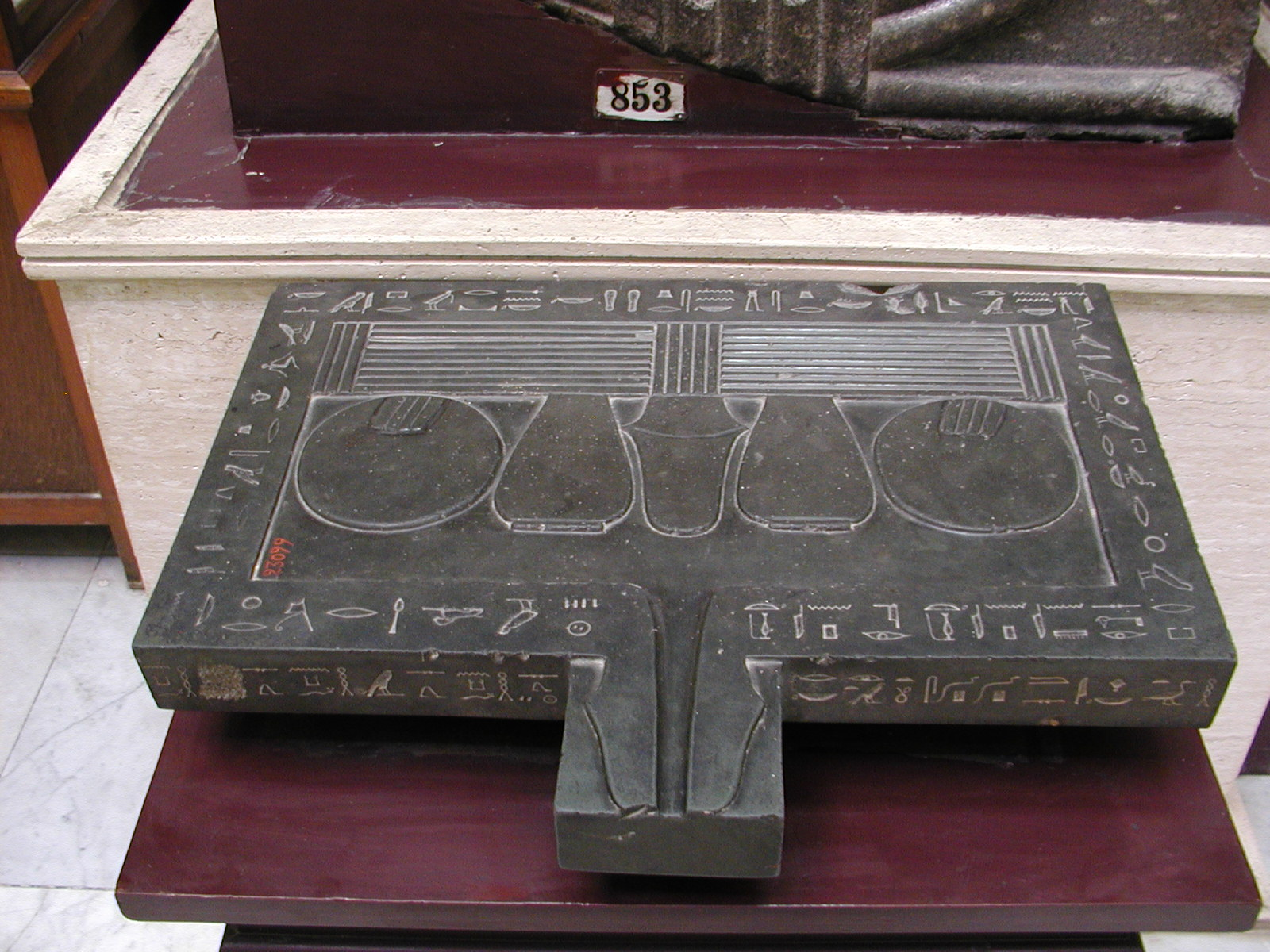
Tavola delle offerte

Era sempre decorata con rilievi poiché i cibi avrebbero alterato le pitture, presentava scanalature per far defluire i liquidi che venivano versati come offerta e costituiva insieme alla stele l'unico elemento d'arredo delle tombe dell'Antico Regno.
Nel periodo predinastico le offerte venivano deposte su una stuoia di giunco ma per motivi pratici venne sostituita dalla tavola in pietra.
Questa aveva scolpiti degli alimenti che potevano sostituire, grazie alla magia, quelli veri che venivano coltivati in appositi terreni.
La parola "offerta" aveva il suo geroglifico chiamato hetep che rappresentava una stuoia arrotolata e stilizzata con un pane sopra, geroglifico che spesso dava la forma alla tavola e agli altari di cui un esempio si trova nel tempio solare di Niuserra ad Abu Gurab.
Alla fine dell'Antico Regno, la tavola veniva raffigurata anche nelle pitture parietali della mastaba e nelle stele funerarie al fine di consentire l'approvvigionamento di cibo al defunto anche in caso di carenza dei riti funerari o delle offerte reali.

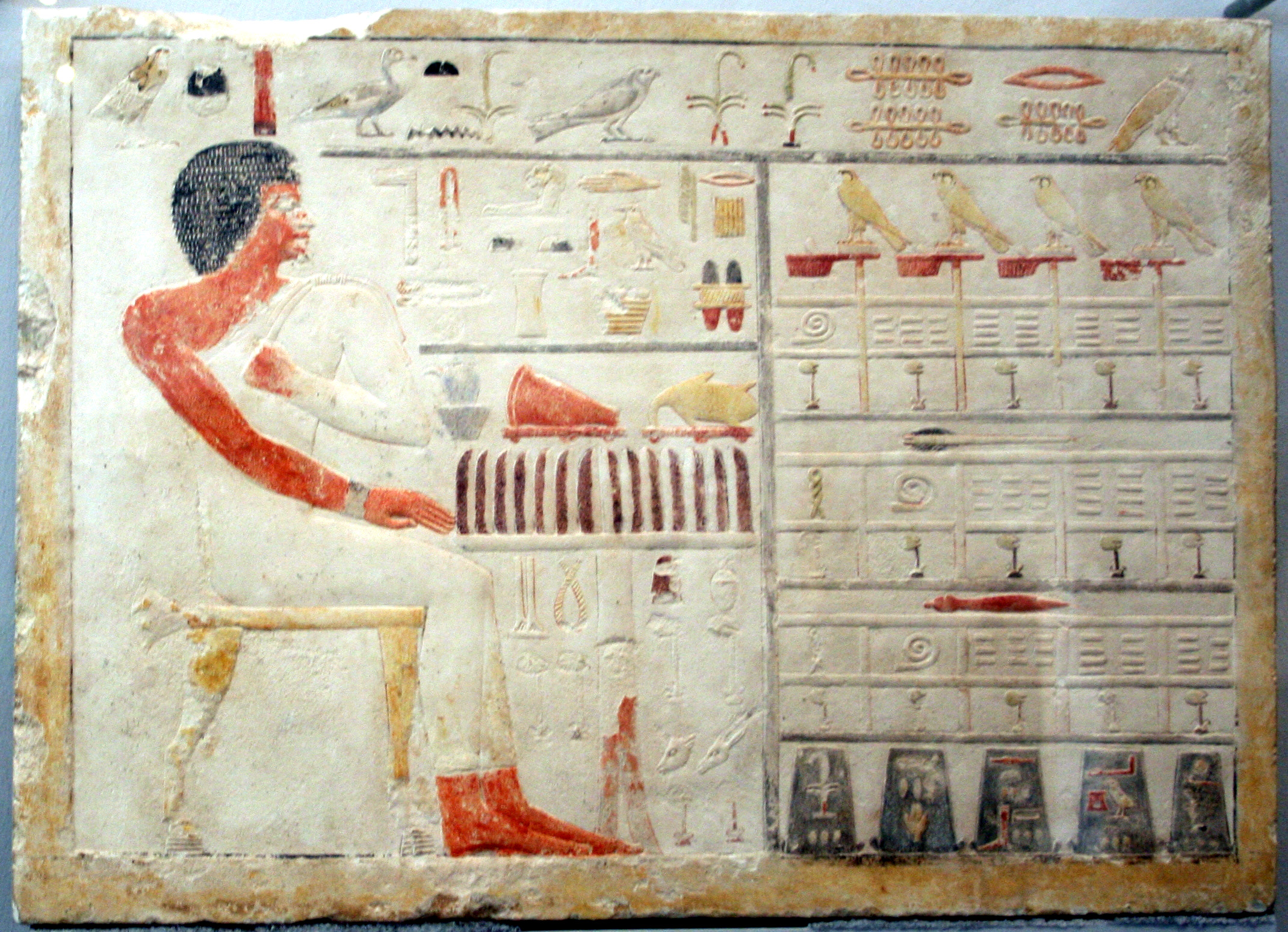

Nelle immagini il defunto era ritratto su un sedile di presentazione davanti ad una tavola carica di cibi e bevande, con il braccio destro verso la tavola mentre la mano sinistra era appoggiata sul suo petto.
Tra gli alimenti raffigurati vi era spesso una spalla di bue, indicata dal geroglifico khepesh, che era l'offerta di maggior valore e considerata anche come amuleto. Tra gli uccelli rappresentati vi erano l'oca e l'anatra raffigurate già cotte.
I liquidi, come l'acqua, vino e birra, erano contenuti in un'anfora cerimoniale detta kheset, dalla forma allungata e provvista di becco.
Ma il pane era l'alimento più raffigurato, tanto che la formula funeraria parlava dell'offerta di "mille forme di pane" dove mille è un numero simbolico indicante un numero infinito ed è citato, insieme alla birra anche nei "Testi delle piramidi":
Offerta che il re dona ad Osiride......

con pane e birra........

ed ogni cosa buona e pura

di cui vive un dio

per il ka del venerato.....
Con l'evolversi degli usi funebri, verso la IV dinastia, la tavola delle offerte veniva posta, all'interno della mastaba, ad ovest verso la Duat, il regno di Osiride, ma poteva anche essere messa davanti al naos che ospitava la statua del defunto. Costituirà il primo nucleo della cappella funeraria.
Inizialmente l'offerta di cibo era riservata solo al sovrano ma dal Nuovo Regno divenne di uso popolare e la tavola delle offerte resterà per molto tempo un elemento importante dell'arredo funebre, per il suo compito di approvvigionare il defunto di tutto l'occorrente necessario ad un'agiata vita nell'Aldilà.